# Jamal-ad-Din Ismaïl ibn al-Mubàrak
Jamal-ad-Din Ismaïl ibn al-Mubàrak (1174-1229) fou un príncep munqídhida al servei dels aiúbides d'Egipte.
El 1229, quan els aiúbides van conquerir Haran, Jamal-ad-Din va ser nomenat governador (wali) de la població. Va exercir poc temps el càrrec doncs va morir uns mesos després de mort natural.